# هرتسبروک-کلارهولتس
هرتسبروک-کلارهولتس (به آلمانی: Herzebrock-Clarholz) یک شهر در آلمان است که در گوترسلوه واقع شده‌است. هرتسبروک-کلارهولتس ۱۶٬۰۸۱ نفر جمعیت دارد.